# 日本の公立中高一貫校の一覧
日本の公立中高一貫校の一覧（にほんのこうりつちゅうこういっかんこうのいちらん）は日本の公立中高一貫校の一覧。併設型と連携型の中高一貫校と中等教育学校がある。

## 併設型・中等教育学校

### 北海道・東北地方

#### 北海道地方
- 北海道登別明日中等教育学校
- 市立札幌開成中等教育学校

#### 東北地方
青森県
- 青森県立三本木高等学校・附属中学校

岩手県
- 岩手県立一関第一高等学校・附属中学校

宮城県
- 宮城県古川黎明中学校・高等学校
- 宮城県仙台二華中学校・高等学校
- 仙台市立仙台青陵中等教育学校

秋田県
- 秋田県立横手清陵学院中学校・高等学校
- 秋田県立大館国際情報学院中学校・高等学校
- 秋田県立秋田南高等学校・中等部

山形県
- 山形県立東桜学館中学校・高等学校
- 山形県立致道館中学校・高等学校

福島県
- 福島県立会津学鳳中学校・高等学校
- 福島県立ふたば未来学園中学校・高等学校

### 関東地方

#### 北関東地方
茨城県
- 茨城県立水戸第一高等学校・附属中学校
- 茨城県立土浦第一高等学校・附属中学校
- 茨城県立日立第一高等学校・附属中学校
- 茨城県立並木中等教育学校
- 茨城県立古河中等教育学校
- 茨城県立太田第一高等学校・附属中学校
- 茨城県立鉾田第一高等学校・附属中学校
- 茨城県立鹿島高等学校・附属中学校
- 茨城県立竜ヶ崎第一高等学校・附属中学校
- 茨城県立下館第一高等学校・附属中学校
- 茨城県立勝田中等教育学校
- 茨城県立水海道第一高等学校・附属中学校
- 茨城県立下妻第一高等学校・附属中学校

栃木県
- 栃木県立佐野高等学校・附属中学校
- 栃木県立宇都宮東高等学校・附属中学校
- 栃木県立矢板東高等学校・附属中学校

群馬県
- 群馬県立中央中等教育学校
- 伊勢崎市立四ツ葉学園中等教育学校
- 太田市立太田中学校・高等学校

#### 南関東地方
埼玉県
- 埼玉県立伊奈学園中学校・伊奈学園総合高等学校
- さいたま市立浦和中学校・高等学校
- さいたま市立大宮国際中等教育学校
- 川口市立高等学校・附属中学校

千葉県
- 千葉県立千葉中学校・高等学校
- 千葉市立稲毛高等学校・附属中学校
- 千葉県立東葛飾中学校・高等学校

東京都
- 東京都立白鷗高等学校・附属中学校
- 東京都立桜修館中等教育学校
- 東京都立小石川中等教育学校
- 東京都立両国高等学校・附属中学校
- 東京都立立川国際中等教育学校
- 東京都立武蔵高等学校・附属中学校
- 東京都立富士高等学校・附属中学校
- 東京都立大泉高等学校・附属中学校
- 東京都立南多摩中等教育学校
- 東京都立三鷹中等教育学校
- 千代田区立九段中等教育学校

神奈川県
- 神奈川県立相模原中等教育学校
- 神奈川県立平塚中等教育学校
- 横浜市立南高等学校・附属中学校
- 川崎市立川崎高等学校・附属中学校
- 横浜市立横浜サイエンスフロンティア高等学校・附属中学校

### 中部地方

#### 北陸地方
新潟県
- 新潟県立燕中等教育学校
- 新潟県立村上中等教育学校
- 新潟県立柏崎翔洋中等教育学校
- 新潟県立直江津中等教育学校
- 新潟県立佐渡中等教育学校
- 新潟県立津南中等教育学校
- 新潟市立高志中等教育学校

富山県
- なし

石川県
- 石川県立金沢錦丘中学校・高等学校

福井県
- 福井県立高志中学校・高等学校

#### 東海・甲信越地方
山梨県
- 北杜市立甲陵中学校・高等学校

長野県
- 長野県屋代高等学校・附属中学校
- 長野県諏訪清陵高等学校・附属中学校
- 長野市立長野中学校・高等学校

岐阜県
- 連携型のみ

静岡県
- 静岡県立清水南高等学校・中等部
- 静岡県立浜松西高等学校・中等部
- 沼津市立沼津高等学校・中等部

愛知県
- 連携型のみ

### 近畿地方

#### 近畿地方
三重県
- 連携型のみ

滋賀県
- 滋賀県立河瀬中学校・高等学校
- 滋賀県立守山中学校・高等学校
- 滋賀県立水口東中学校・高等学校

京都府
- 京都府立洛北高等学校・附属中学校
- 京都府立園部高等学校・附属中学校
- 京都市立西京高等学校・附属中学校
- 京都府立福知山高等学校・附属中学校
- 京都府立南陽高等学校・附属中学校

大阪府
- 大阪府立水都国際中学校・高等学校
- 大阪府立咲くやこの花中学校・高等学校
- 大阪府立富田林中学校・高等学校

兵庫県
- 兵庫県立芦屋国際中等教育学校
- 兵庫県立大学附属中学校・高等学校

奈良県
- 奈良県立国際中学校・高等学校
- 奈良県立青翔中学校・高等学校
- 奈良市立一条高等学校・附属中学校

和歌山県
- 和歌山県立向陽中学校・高等学校
- 和歌山県立古佐田丘中学校・橋本高等学校
- 和歌山県立田辺中学校・高等学校
- 和歌山県立桐蔭中学校・高等学校
- 和歌山県立日高高等学校・附属中学校

### 中国・四国地方

#### 中国地方
鳥取県
- なし

島根県
- 連携型のみ

岡山県
- 岡山県立岡山操山中学校・高等学校
- 岡山県立倉敷天城中学校・高等学校
- 岡山市立岡山後楽館中学校・高等学校
- 岡山県立岡山大安寺中等教育学校
- 岡山県立津山中学校・高等学校

広島県
- 広島県立三次中学校・高等学校
- 広島県立広島叡智学園中学校・高等学校
- 広島県立広島中学校・高等学校
- 福山市立福山中・高等学校
- 広島市立広島中等教育学校

山口県
- 山口県立高森みどり中学校・高森高等学校
- 山口県立下関中等教育学校

#### 四国地方
徳島県
- 徳島県立川島中学校・高等学校
- 徳島県立城ノ内中等教育学校
- 徳島県立富岡東中学校・高等学校

香川県
- 香川県立高松北中学校・高等学校

愛媛県
- 愛媛県立今治東中等教育学校
- 愛媛県立宇和島南中等教育学校
- 愛媛県立松山西中等教育学校

高知県
- 高知県立安芸中学校・高等学校
- 高知県立中村中学校・高等学校
- 高知県立高知国際中学校・高等学校

### 九州・沖縄地方

#### 九州地方
福岡県
- 福岡県立門司学園中学校・高等学校
- 福岡県立輝翔館中等教育学校
- 福岡県立育徳館中学校・高等学校
- 福岡県立嘉穂高等学校・附属中学校
- 福岡県立宗像中学校・高等学校

佐賀県
- 佐賀県立致遠館中学校・高等学校
- 佐賀県立唐津東中学校・高等学校
- 佐賀県立武雄青陵中学校・武雄高等学校
- 佐賀県立香楠中学校・鳥栖高等学校

長崎県
- 長崎県立佐世保北中学校・高等学校
- 長崎県立長崎東中学校・高等学校
- 長崎県立諫早高等学校・附属中学校

熊本県
- 熊本県立宇土中学校・高等学校
- 熊本県立八代中学校・高等学校
- 熊本県立玉名高等学校・附属中学校

大分県
- 大分県立大分豊府中学校・高等学校

宮崎県
- 宮崎県立宮崎西高等学校・附属中学校
- 宮崎県立五ヶ瀬中等教育学校
- 宮崎県立都城泉ヶ丘高等学校・附属中学校

鹿児島県
- 鹿児島市立鹿児島玉龍中学校・高等学校
- 鹿児島県立楠隼中学校・高等学校

#### 沖縄地方
沖縄県
- 沖縄県立与勝緑が丘中学校・与勝高等学校
- 沖縄県立球陽中学校・高等学校
- 沖縄県立開邦中学校・高等学校
- 沖縄県立名護高等学校・附属桜中学校

## 連携型

### 北海道地方
北海道
- 北海道上川高等学校・上川町立上川中学校
- 北海道鵡川高等学校・むかわ町立鵡川中学校
- 北海道鹿追高等学校・鹿追町立鹿追中学校・鹿追町立瓜幕中学校
- 北海道えりも高等学校・えりも町立えりも中学校
- 北海道湧別高等学校・湧別町立湧別中学校・湧別町立湖陵中学校・湧別町立上湧別中学校
- 北海道広尾高等学校・広尾町立広尾中学校
- 北海道羅臼高等学校・羅臼町立知床未来中学校

### 東北地方
青森県
- 併設型のみ

岩手県
- 岩手県立軽米高等学校・軽米町立軽米中学校
- 岩手県立葛巻高等学校・葛巻町立葛巻中学校・葛巻町立小屋瀬中学校・葛巻町立江刈中学校

宮城県
- 宮城県志津川高等学校・南三陸町立志津川中学校・南三陸町立歌津中学校

秋田県
- 秋田市立御所野学院中学校・高等学校

山形県
- 山形県立小国高等学校・小国町立小国中学校・小国町立叶水中学校
- 山形県立新庄南高等学校金山校・金山町立金山中学校

福島県
- 福島県立修明高等学校・福島県立白河実業高等学校・棚倉町立棚倉中学校・塙町立塙中学校・矢祭町立矢祭中学校・鮫川村立鮫川中学校・塙町立塙中学校[1]
- 福島県立南会津高等学校・南会津町立田島中学校・南会津町立荒海中学校・南会津町立舘岩中学校・南会津町立南会津中学校・下郷町立下郷中学校[1]
- 福島県立富岡高等学校・富岡町立富岡中学校・楢葉町立楢葉中学校・広野町立広野中学校[1]
- 福島県立ふたば未来学園高等学校・浪江町立なみえ創成中学校・葛尾村立葛尾中学校・双葉町立双葉中学校・大熊町立学び舎ゆめの森・富岡町立富岡中学校・川内村立川内小中学園・楢葉町立楢葉中学校・広野町立広野中学校[1]
- 福島県立相馬総合高等学校・相馬市立中村第一中学校・相馬市立中村第二中学校・相馬市立向陽中学校・相馬市立磯部中学校・新地町立尚英中学校[1]

### 関東地方

#### 北関東地方
茨城県
- 茨城県立小瀬高等学校・常陸大宮市立明峰中学校[2]

栃木県
- 併設型のみ

群馬県
- 群馬県立万場高等学校・神流町立中里中学校・上野村立上野中学校
- 群馬県立嬬恋高等学校・嬬恋村立嬬恋中学校
- 群馬県立尾瀬高等学校・沼田市立利根中学校・片品村立片品中学校

#### 南関東地方
埼玉県
- 併設型・中等教育学校のみ

千葉県
- 千葉県立関宿高等学校・野田市立木間ヶ瀬中学校・野田市立二川中学校・野田市立関宿中学校

東京都
- 東京都立三宅高等学校・三宅村立三宅中学校
- 東京都立新島高等学校・新島村立式根島中学校・新島村立新島中学校
- 東京都立広尾高等学校・渋谷区立広尾中学校
- 東京都立永山高等学校・多摩市立諏訪中学校・多摩市立青陵中学校・多摩市立多摩永山中学校
- 東京都立芝商業高等学校・北区立飛鳥中学校・北区立十条富士見中学校
- 東京都立蔵前工科高等学校・台東区立浅草中学校

神奈川県
- 神奈川県立光陵高等学校・横浜国立大学教育学部附属横浜中学校
- 神奈川県立愛川高等学校・愛川町立愛川中学校・愛川町立愛川東中学校・愛川町立愛川中原中学校

### 中部地方

#### 北陸地方
新潟県
- 新潟県立阿賀黎明高等学校・阿賀町立阿賀津川中学校[3]

富山県
- なし

石川県
- 石川県立門前高等学校・輪島市立門前中学校

福井県
- 福井県立金津高等学校・あわら市芦原中学校・あわら市金津中学校
- 福井県立丹生高等学校・越前町立朝日中学校・越前町立越前中学校・越前町立織田中学校・越前町立宮崎中学校
- 福井県立美方高等学校・若狭町立三方中学校・若狭町立上中中学校・美浜町立美浜中学校

#### 東海東山地方
山梨県
- 山梨県立身延高等学校・身延町立身延中学校・南部町立南部中学校

長野県
- 併設型のみ

岐阜県
- 岐阜県立揖斐高等学校・揖斐川町立揖斐川中学校・揖斐川町立北和中学校
- 岐阜県立八百津高等学校・八百津町立八百津中学校・八百津町立八百津東部中学校
- 岐阜県立飛騨神岡高等学校・飛騨市立神岡中学校・飛騨市立山之村中学校
- 岐阜県立郡上北高等学校・郡上市立白鳥中学校

静岡県
- 静岡県立川根高等学校・島田市立川根中学校・川根本町立中川根中学校・川根本町立本川根中学校
- 静岡県立浜松湖北高等学校佐久間分校・浜松市立佐久間中学校・浜松市立水窪中学校
- 静岡県立松崎高等学校・松崎町立松崎中学校・西伊豆町立西伊豆中学校・西伊豆町立賀茂中学校

愛知県
- 愛知県立田口高等学校・設楽町立設楽中学校・豊根村立豊根中学校・東栄町立東栄中学校
- 愛知県立新城有教館高等学校作手校舎・新城市立作手中学校
- 愛知県立福江高等学校・田原市立福江中学校（田原市立伊良湖岬中学校）

三重県
- 三重県立飯南高等学校・松阪市立飯南中学校・松阪市立飯高中学校
- 三重県立南伊勢高等学校南勢校舎・南伊勢町立南勢中学校

### 近畿地方
滋賀県
- 併設型のみ

京都府
- 併設型のみ

大阪府
- 大阪府立豊中高等学校能勢分校・能勢町立能勢ささゆり学園

兵庫県
- 兵庫県立千種高等学校・宍粟市立千種中学校
- 兵庫県立氷上西高等学校・丹波市立氷上中学校・丹波市立青垣中学校

奈良県
- 併設型のみ

和歌山県
- 和歌山県立南部高等学校龍神分校・田辺市立龍神中学校

### 中国・四国地方

#### 中国地方
鳥取県
- なし

島根県
- 島根県立飯南高等学校・飯南町立頓原中学校・飯南町立赤来中学校
- 島根県立吉賀高等学校・吉賀町立吉賀中学校・吉賀町立六日市中学校・吉賀町立柿木中学校

岡山県
- 岡山県立勝山高等学校蒜山校地・真庭市立蒜山中学校

広島県
- 広島県立油木高等学校・神石高原町立三和中学校・神石高原町立神石高原中学校
- 広島県立加計高等学校・安芸太田町立加計中学校・安芸太田町立安芸太田中学校
- 広島県立加計高等学校芸北分校・北広島町立芸北中学校
- 広島県立御調高等学校・尾道市立御調中学校
- 広島県立賀茂北高等学校・東広島市立豊栄中学校

山口県
- 山口県立周防大島高等学校・周防大島町立久賀中学校・周防大島町立大島中学校・周防大島町立東和中学校・周防大島町立安下庄中学校

#### 四国地方
徳島県
- 徳島県立那賀高等学校・那賀町立鷲敷中学校・那賀町立相生中学校・那賀町立木頭中学校
- 徳島県立阿波西高等学校・阿波市立市場中学校・阿波市立阿波中学校

香川県
- 併設型のみ

愛媛県
- 中等教育学校のみ

高知県
- 高知県立嶺北高等学校・本山町立嶺北中学校・土佐町立土佐町中学校
- 高知県立梼原高等学校・梼原町立梼原中学校・津野町立東津野中学校
- 高知県立四万十高等学校・四万十町立大正中学校・四万十町立北ノ川中学校・四万十町立十川中学校
- 高知県立清水高等学校・土佐清水市立清水中学校

### 九州・沖縄地方

#### 九州地方
福岡県
- 併設型・中等教育学校のみ

佐賀県
- 併設型のみ

長崎県
- 長崎県立宇久高等学校・佐世保市立宇久中学校[4]
- 長崎県立奈留高等学校・五島市立奈留中学校
- 長崎県立北松西高等学校・小値賀町立小値賀中学校
- 長崎県立大崎高等学校・西海市立大崎中学校
- 長崎県立上対馬高等学校・対馬市立比田勝中学校・対馬市立佐須奈中学校

熊本県
- 熊本県立小国高等学校・小国町立小国中学校・南小国町立南小国中学校

大分県
- 大分県立安心院高等学校・宇佐市立安心院中学校・宇佐市立院内中学校
- 大分県立由布高等学校・由布市立湯布院中学校・由布市立庄内中学校・由布市立狭間中学校

宮崎県
- 宮崎県立福島高等学校・串間市立串間中学校

鹿児島県
- 鹿児島県立与論高等学校・与論町立与論中学校
- 鹿児島県立喜界高等学校・喜界町立喜界中学校

#### 沖縄地方
沖縄県
- 沖縄県立本部高等学校・本部町立本部中学校・本部町立上本部中学校・本部町立伊豆味中学校・本部町立水納中学校
- 沖縄県立久米島高等学校・久米島町立球美中学校・久米島町立久米島西中学校